# La España de los Botejara
La España de los Botejara es un programa documental emitido por Televisión Española en 1978, con dirección y presentador de Alfredo Amestoy, música de Antón García Abril y canción de Pablo Guerrero.

## Sinopsis
El programa contaba a los espectadores la historia y la cotidianeidad de una extensa familia española, pretendidamente prototipo de la familia media de clase media-baja española desde 1962 a mediados de los 1970. Se trata de los Botejara, una familia procedente del pueblo de Villanueva de la Vera, en la provincia de Cáceres, muchos de cuyos miembros se vieron obligados por motivos laborales a emigrar, la década anterior, a zonas más prósperas del país como Cataluña, Madrid o el País Vasco o incluso al extranjero (Alemania).